# マイク・リー
マイク・リー（Mike Leigh, OBE, 1943年2月20日 - ）は、イギリスの映画監督・脚本家・舞台監督である。即興理論を取り入れた独特の作品で、パルム・ドール、金獅子賞をはじめ数多くの賞を受賞している。

## 略歴
王立演劇学校、キャンバーウェル・カレッジ・オブ・アーツ、Central School of Art and Design、ロンドン・フィルム・スクール出身。
1970年代までは主に演劇界で活動し、1980年代後半から長編映画に軸足を移し始める。
カンヌ国際映画祭では1993年に『ネイキッド』で監督賞、1996年に『秘密と嘘』でパルム・ドールと2度受賞している。『ヴェラ・ドレイク』でヴェネツィア国際映画祭でも最高賞の金獅子賞に輝いた。アカデミー賞の受賞はないが監督賞・脚本賞などで計7回ノミネートされている。第62回ベルリン国際映画祭で審査委員長を務めた。
2015年にはイングリッシュ・ナショナル・オペラの依頼で、ギルバート＆サリヴァンのオペレッタ「ペンザンスの海賊」(指揮：デイヴィッド・パリー)を演出し、その後ヨーロッパ3カ国(ルクセンブルク、仏カン、独ザールブリュッケン)でも上演された。

## 特徴
ほとんどの作品で脚本を使わず、俳優たちと一緒に数週間かけて各々のキャラクターを作り上げ、ほぼ即興かのように演じさせる。
ジャン・ルノワールとサタジット・レイをお気に入りの監督として挙げる。小津安二郎の影響も指摘される。
特定の俳優と複数回にわたって仕事をし、数多くの演技賞をもたらすことで知られる。
- デイヴィッド・シューリス(『ネイキッド』) - カンヌ国際映画祭 男優賞
- ブレンダ・ブレッシン(『秘密と嘘』) - カンヌ国際映画祭 女優賞、ゴールデングローブ賞主演女優賞、英国アカデミー賞 主演女優賞
- ジム・ブロードベント(『トプシー・ターヴィー』)  - ヴェネツィア国際映画祭 男優賞
- イメルダ・スタウントン(『ヴェラ・ドレイク』) - ヴェネツィア国際映画祭 女優賞、英国アカデミー賞 主演女優賞、ヨーロッパ映画賞 女優賞
- サリー・ホーキンス(『ハッピー・ゴー・ラッキー』) - ベルリン国際映画祭女優賞、ゴールデングローブ賞主演女優賞
- ティモシー・スポール(『ターナー、光に愛を求めて』) - カンヌ国際映画祭 男優賞、ヨーロッパ映画賞 男優賞

## 監督作品 (劇映画のみ)
| 年   | 題名                                            | 備考         |
| ---- | ----------------------------------------------- | ------------ |
| 1971 | Bleak Moments                                   |              |
| 1984 | Meantime                                        |              |
| 1985 | Four Days in July                               |              |
| 1988 | ハイ・ホープス High Hopes                       | 特別上映のみ |
| 1991 | ライフ・イズ・スイート Life is Sweet            |              |
| 1993 | ネイキッド Naked                                |              |
| 1996 | 秘密と嘘 Secrets & Lies                         |              |
| 1997 | キャリア・ガールズ Career Girls                 |              |
| 1999 | トプシー・ターヴィー Topsy-Turvy                | テレビ映画   |
| 2002 | 人生は、時々晴れ All or Nothing                 |              |
| 2004 | ヴェラ・ドレイク Vera Drake                     |              |
| 2008 | ハッピー・ゴー・ラッキー Happy-Go-Lucky         |              |
| 2010 | 家族の庭 Another Year                           |              |
| 2014 | ターナー、光に愛を求めて Mr. Turner             |              |
| 2018 | ピータールー マンチェスターの悲劇 Peterloo      |              |
| 2025 | ハード・トゥルース 母の日に願うこと Hard Truths |              |